# Teorema de Carathéodory-Jacobi-Lie
El teorema de Carathéodory-Jacobi-Lie es un teorema en la topología simpléctica que generaliza el teorema de Darboux.

## Enunciado
El enunciado es el que sigue. Sea M una variedad simpléctica de dimensión 2n con forma simpléctica ω. Sean
{\displaystyle f_{1},f_{2},\ldots ,f_{r}(r\leq n)}
funciones diferenciables en un entorno abierto V de a cuyas diferenciales son linealmente independientes en cada punto, o equivalentemente
{\displaystyle df_{1}(p)\wedge \ldots \wedge df_{r}(p)\neq 0,}
donde
{fi, fj} = 0.
(En otras palabras, están en involución dos a dos.) Aquí {-,-} es el paréntesis de Poisson. Entonces existen funciones
{\displaystyle f_{r+1},\ldots ,f_{n},g_{1},\ldots ,g_{n}}
definidas en un entorno abierto {\displaystyle U\subset V} de a tales que
(fi, gi)
es una carta simpléctica de M, es decir, ω se expresa en U como
{\displaystyle \omega =\sum _{i=1}^{n}df_{i}\wedge dg_{i}}.